# Скрипченко, Александра Сергеевна
Алекса́ндра Серге́евна Скри́пченко (род. 7 февраля 1989 года в Москве) — российский математик, специалист в области теории динамических систем, геометрической теории групп и маломерной топологии. С октября 2020 года — декан факультета математики Высшей школы экономики.

## Биография
Александра Скрипченко родилась в Москве, училась в математической 2-й школе. С 2004 по 2009 год училась на мехмате МГУ, окончила аспирантуру в 2012 году. Тема её диссертации — Системы наложений отрезков в приложении к слоениям и динамическим системам, руководитель — Иван Дынников. Параллельно с аспирантурой работала в финансовой компании, занимавшейся оценкой бизнеса.
В марте 2013 — августе 2014 года работала исследователем-постдокторантом в математическом Институте Жюссьё с Артуром Авилой и Антоном Зоричем. В феврале 2014 года стала лауреатом премии Лаврентьева (фр. Lavrentiev Prix) для российских постдоков во Франции. Впоследствии посещала Жюссьё в качестве приглашённого исследователя в марте — апреле 2016 года.
С сентября 2014 года работает на факультете математики Высшей школы экономики — сперва также в качестве постдока, с сентября 2015 года — в качестве доцента. С 2017 года работает также в Сколтехе. В октябре 2020 года Учёный совет назначил Александру Сергеевну деканом факультета.
В марте 2025 года защитила докторскую диссертацию по теме «Ренормализация в одномерной динамике». 

## Избранные публикации
- A. Skripchenko, «Symmetric interval identification systems of order three», Discrete Contin. Dyn. Sys., 32:2 (2012), 643—656
- A. Skripchenko, «On connectedness of chaotic sections of some 3-periodic surfaces», Ann. Glob. Anal. Geom, 43 (2013), 253—271
- I. Dynnikov, A. Skripchenko, «On typical leaves of a measured foliated 2-complex of thin type», Amer. Math. Soc. Transl., 234 (2014), 173—199
- A. Avila, P. Hubert, A. Skripchenko, «Diffusion for chaotic plane sections of 3-periodic surfaces», Inventiones Mathematicae., 206:1 (2016), 109—146
- A. Avila, P. Hubert, A. Skripchenko, «On the Hausdorff dimension of the Rauzy gasket», Bulletin de la Société Mathématique de France, 144:3 (2016), 539—568
- A. Skripchenko, S. Troubetzkoy, «Entropy and complexity of polygonal billiards with spy mirrors», Nonlinearity, 28:9 (2015), 3443-3456
- A. Skripchenko, «On connectedness of chaotic sections of some 3-periodic surfaces», Annals of Global Analysis and Geometry, 43:3 (2013), 253—271
- A. Skripchenko, «Symmetric interval identification systems of order 3», Discrete and Continuous Dynamical Systems — Series A, 32:2 (2012), 643—656
- Ch. Fougeron, A. Skripchenko, «Simplicity of spectrum for certain multidimensional continued fraction algorithms», препринт, 2019
- I. Krichever, S. Lando, A. Skripchenko, «Real-normalized differentials with a single order 2 pole», препринт, 2020

Выступает в качестве популяризатора математики.